# Florian Maurice
Florian Maurice (20 de janeiro de 1974) é um ex-futebolista profissional francês que atuava como atacante.

## Carreira
Florian Maurice representou a Seleção Francesa de Futebol nas Olimpíadas de 1996, ele marcou três gols no evento.